# Мерштетен
Мерштетен (њем. Mehrstetten) општина је у њемачкој савезној држави Баден-Виртемберг. Једно је од 26 општинских средишта округа Ројтлинген. Према процјени из 2010. у општини је живјело 1.377 становника. Посједује регионалну шифру (AGS) 8415048.

## Географски и демографски подаци
Мерштетен се налази у савезној држави Баден-Виртемберг у округу Ројтлинген. Општина се налази на надморској висини од 750 метара. Површина општине износи 17,1 km². У самом мјесту је, према процјени из 2010. године, живјело 1.377 становника. Просјечна густина становништва износи 81 становника/km².

## Међународна сарадња
| Мјесто      | Држава   | Врста сарадње | Од    |
| ----------- | -------- | ------------- | ----- |
| Херцегхалом | Мађарска | партнерство   | 1994. |
| Извор       |          |               |       |